# إيفان تروخيو
إيفان تروخيو (بالإسبانية: Iván Trujillo)‏ هو لاعب كرة قدم كولومبي في مركز الهجوم، ولد في 28 يونيو 1982 في سانتاندير دي كيليجاو في كولومبيا. لعب مع أتليتيكو هويلا وأمريكا دي كالي وأونس كالداس وديبورتيس كوينديو وديبورتيفو كالي وديبورتيفو لارا وسبورتينغ كانساس سيتي.

## وصلات خارجية
- إيفان تروخيو على موقع الدوري الأمريكي (الإنجليزية)
- إيفان تروخيو على موقع قاعدة بيانات كرة القدم.إي يو (الإنجليزية)